# Nathan Dyer
Nathan Antone Jonah Dyer (Trowbridge, 29 de novembro de 1987) é um ex-futebolista inglês que atuava como ponta-direita. Atualmente, joga pelo Swansea City.[carece de fontes?] Ele foi o substituto no intervalo do jogo contra o Aston Villa no King Power Stadium e marcou o gol da vitória (3-2) no 89º minuto da partida.

## Títulos
Swansea City
- Copa da Liga Inglesa: 2012–13

Leicester
- Premier League: 2015–16

### Prêmios individuais
- Troféu Alan Hardaker: 2013

## Ligações Externas
- Nathan Dyer profile emSwansea City A.F.C.
- Nathan Dyer at Soccerbase
- Nathan Dyer at Soccerway